# Renata Knapik-Miazga
Renata Barbara Knapik-Miazga (ur. 15 lipca 1988 w Tarnowie) – polska szpadzistka, indywidualna mistrzyni Polski (2012, 2013, 2020, 2022, 2023), medalistka mistrzostw Europy (2013, 2016, 2018, 2019) i mistrzostw świata (2017, 2022, 2023). Olimpijka z Tokio (2021), medalistka Igrzysk Olimpijskich w Paryżu (2024) w turnieju drużynowym.

## Kariera sportowa
Reprezentowała barwy Krakowskiego Klubu Szermierzy, następnie została zawodniczką AZS-AWF Kraków, gdzie trenuje ją Radosław Zawrotniak. 
Pięciokrotnie zdobyła indywidualne mistrzostwo Polski (2012, 2013, 2020, 2022, 2023), w 2020, 2021 i 2022 została również mistrzynią Polski w turnieju drużynowym, ponadto na mistrzostwach Polski zdobyła medal srebrny w turnieju indywidualnym w 2021, medal srebrny w turnieju drużynowym w 2005, 2013 i 2014 oraz medal brązowy w turnieju indywidualnym w 2008 i medal brązowy w turnieju drużynowym w 2017 i 2023.
Jej największymi sukcesami na arenie międzynarodowej są złoty medal mistrzostw świata drużynowo w 2023 (z Magdaleną Pawłowską, Martyną Swatowską-Wenglarczyk i Ewą Trzebińską), brązowe medale mistrzostw świata drużynowo w 2017 (z Ewą Nelip, Magdaleną Piekarską i Barbarą Rutz) i 2022 (z Magdaleną Pawłowską, Martyną Swatowską-Wenglarczyk i Kamilą Pytką), złoty medal mistrzostw Europy drużynowo w 2019 (z Magdaleną Piekarską, Ewą Trzebińską i Aleksandrą Zamachowską, srebrny medal mistrzostw Europy drużynowo w 2018 (z Barbarą Rutz, Ewą Nelip i Aleksandrą Zamachowską) oraz dwa brązowe medale mistrzostw Europy: w 2013 w turnieju indywidualnym oraz w 2016 również w turnieju indywidualnym. Była też trzykrotną brązową medalistką mistrzostw Europy juniorek (2007 i 2008 - drużynowo - odpowiednio, 2007 - indywidualnie) oraz wicemistrzynią Europy do lat 23 w turnieju drużynowym w 2011 (z Katarzyną Dąbrową, Dominiką Mosler i Ewą Nelip).
Startowała także na igrzyskach olimpijskich w Tokio (2021), gdzie zajęła 6. miejsce w turnieju drużynowym, mistrzostwach świata seniorów w 2013 (15. miejsce drużynowo i 28. miejsce indywidualnie), 2014 (11. miejsce drużynowo i 23. miejsce indywidualnie), 2015 (13. miejsce drużynowo i 52. miejsce indywidualnie), 2018 (7. miejsce drużynowo i 45. miejsce indywidualnie) i 2019 (8. miejsce drużynowo i 45. miejsce indywidualnie). Na mistrzostwach świata w 2017 zajęła indywidualnie 29. miejsce, w 2022 - 18. miejsce. Na mistrzostwach Europy seniorek poza miejscami medalowymi zajmowała miejsca: 2009 (47. indywidualnie), 2013 (9. drużynowo), 2015 (9. drużynowo, 15. indywidualnie), 2016 (6. drużynowo), 2017 (5. drużynowo, 22. indywidualnie), 2018 (8. indywidualnie), 2019 (23. indywidualnie), 2022 (7. drużynowo, 22. indywidualnie).

## Odznaczenia
- 2022: Srebrny Krzyż Zasługi (za zasługi w działalności na rzecz rozwoju i upowszechniania sportu)[7]
- 2024: Złoty Krzyż Zasługi[8]